# Mestre Dinho
Raimundo dos Santos, más conocido como Mestre Dinho (15 de mayo de 1957), es un artista marcial brasileño, mundialmente famoso por su papel como creador del grupo de capoeira Topázio.

## Carrera
Nacido en la pobreza, Raimundo comenzó su carrera en el mundo de la capoeira a los 14 años, cuando se convirtió en aprendiz del Mestre Nô a cambio de enseñarle el método de fabricación de los berimbaus de los que vivía. De este modo, Raimundo comenzó a entrenar el estilo de capoeira angola, aunque más tarde se desplazaría a la capoeira regional con Mestre Fiinho. Con el tiempo, recibió el apelido o nom de guerra de "Mestre Dinho".
Entre 1978 y 1982, viajó por todo el mundo como parte del grupo de show folclórico Viva Bahia, bajo el mando de Emília Blancard. Sin embargo, Dinho tenía un sueño, y éste era el de fundar su propia academia algún día, primariamente como medio de sustento. En 1979 tuvo el nivel suficiente como para enseñar capoeira, pero no fue hasta el 12 de marzo de 1988 que conseguiría lograr su aspiración, fundando el más tarde conocido a escala global grupo de capoeira regional Topázio.
Esta asociación se destacó entre las demás (no sin cierta controversia) de su arte por su eclecticismo, incorporando técnicas de boxeo y jiu-jitsu brasileño gracias a la posterior experiencia de Dinho en dichas artes, y por sus ideales de vida saludable, promoviendo campañas contra el consumo de drogas. Con más de 15000 miembros, el grupo Topázio cuenta en la actualidad con filiales en múltiples países de América y Europa, así como Corea, Japón y Australia, contándose entre los grupos de capoeira de mayor extensión y alcance. Los hijos de Dinho, conocidos por los nombres de Rudson y Ramon, forman parte también de él y entrenan en sus artes desde los cuatro años. Actualmente, Dinho sigue dirigiendo el grupo, y coordina diariamente las exhibiciones del Restaurante Solar de Unhão, en Salvador.